# اليانصيب (قصة قصيرة)
«اليانصيب» (بالإنجليزية: The Lottery)‏ هي قصة قصيرة كتبتها الروائية الشهيرة شيرلي جاكسون (Shirley Jackson) قبل أشهر من ظهورها الأول، في 26 يونيو 1948 م، في مجلة النيويوركر. تصف القصة بلدة صغيرة خيالية تمارس - كما تفعل العديد من المجتمعات الأخرى، سواء الكبيرة والصغيرة منها، في جميع أنحاء أمريكا المعاصرة - طقوسا سنوية تعرف باسم «اليانصيب». وقد وصفت هذه القصة بأنها «واحدة من أشهر القصص القصيرة في تاريخ الأدب الأمريكي». تلقت القصة ردود فعل سلبية واسعة إبان نشرها فاجأت كلا من جاكسون ومجلة النيويوركر حيث ألغى القراء اشتراكاتهم في المجلة وأرسلوا رسائل الكراهية طوال الصيف. ولقد أثارت القصة استياء المنظمات أيضا إذ حظر اتحاد جنوب أفريقيا تداول هذه القصة.

## الحبكة
تدور أحداث القصة حول وصف للطقوس السنوية المعروفة باسم «اليانصيب». في قرية صغيرة يبلغ عدد سكانها 300 نسمة، يبدو سكان القرية في مزاج متحمس يشوبه بعض التوتر في 27 يونيو حزيران. يجمع الأطفال الحجارة في حين يتجمع سكان القرية الراشدون في انتظار حدثهم السنوي الذي يمارس في تقاليدهم المحلية لضمان محصول ذرة وافر (كما يقتبس الرجل العجوز وارنر قولا مأثورا: «اليانصيب في يونيو، الذرة سريعا تنمو»)، هذا على الرغم من أن هناك بعض الشائعات التي تشي بأن المجتمعات المجاورة في الشمال يتحدثون عن التخلي عن اليانصيب، وبعضها قد فعل ذلك.
تبدأ الاستعدادات لليانصيب في الليلة السابقة عندما يحضر السيد سمرز والسيد جريفز قصاصات الورق والقائمة التي تضم أسماء جميع الأسر. وبمجرد الانتهاء من القصاصات، توضع في صندوق أسود، ومن ثم تخزن بين عشية وضحاها في مكان آمن في خزانة شركة الفحم. وتتحدث القصة بإيجاز عن الكيفية التي خزن فيها صندوق الاقتراع في أماكن مختلفة في القرية من سنة إلى أخرى.
في صباح يوم اليانصيب، يتجمع سكان القرية قرابة العاشرة صباحا لكي ينهوا إجراءات اليانصيب في وقت مبكر ومن ثم يتناولون الغداء في منازلهم. تبدأ طقوس اليانصيب بسحب أرباب الأسر الكبيرة قصاصات الورق حتى تحصل كل أسرة على قصاصتها. بِل هَتْشينسون يحصل على قصاصة الورق ذات النقطة السوداء؛ وهذا يعني أن عائلته قد اختيرت. وعادة ما تكون الجولة الثانية هي اختيار أسرة واحدة داخل العائلة، ولكن نظرا لوجود أسرة واحدة من عائلة هتشينسون (تُحسَب شقيقة بِل الكبرى وابنته ضمن عائلات أزواجهن)، تُتخطى الجولة الثانية.
الجولة النهائية هي أن يسحب كل فرد من أفراد الأسرة الفائزة قصاصة ورق، بغض النظر عن عمره، وهكذا سحبت تيسي زوجة بيل القصاصة المُعلَّمة. وبعد أن انتهى السحب واختيرت تيسي رمى القرويون قصاصاتهم في مهب الريح. ووفقا لتقاليدهم، على كل قروي أن يحمل حجرا ويبدأ في التحلّق حول تيسي. تنتهي القصة برجم تيسي بالحجارة حتى الموت وهي تجأر من الظلم الذي حل بها.

## الأفكار الرئيسية
كبش الفداء هي واحدة من أبرز الأفكار في قصة اليانصيب، بعبارة أخرى هنالك شخص ما مسؤول عن شرور المجتمع ويجب أن يُتَخلّص منه في نوع من الطقوس التجديدية. إن رجم شخص ما حتى الموت سنويا يطهّرُ القرية من الأشرار ويسمح ببقاء الأخيار. وهذه الفكرة يشار إليها عند الحديث عن الزراعة.
وتتحدث القصة أيضا عما يُسمى بسيكولوجية الجماهير (بالإنجليزية: Mop Psychology) والفكرة القائلة بأن الناس يمكن أن يتخلوا عن العقل وأن يتصرفوا بقسوة إذا كانوا جزءا من مجموعة كبيرة من الناس يتصرفون بالطريقة نفسها. ويظهر الجو المسالم للقصة أيضا أن العنف والشر يمكن أن يحدثا في أي مكان وفي أي سياق. وهذا يوضح أيضا كيف يمكن للناس أن يهاجموا بعضهم البعض دون أدنى تردد.
وبالإضافة إلى عقلية الجماهير، تتحدث القصة عن أولئك الذين يتبعون التقاليد بعيون معصوبة دون التفكير في عواقبها الخطيرة.

## تلقي القراء للقصة

### القراء
طلب العديد من القراء تفسيرا لما يحدث في القصة، وبعد شهر من نشرتها الأولى، ردت شيرلي جاكسون في صحيفة سان فرانسيسكو كرونيكل (22 يوليو 1948) قائلة:
| اليانصيب (قصة قصيرة) | إن شرح ما كنت آمل أن تقوله القصة صعب للغاية. أنا أفترض، بل أَمّلتُ، من خلال وضع طقس وحشي غابر من نوع خاص في الوقت الحاضر وفي قريتي الخاصة أن أصدم قراء القصة بلوحة درامية تصور العنف الذي لا مسوغ له والوحشية السائدة في حياتهم الخاصة. | اليانصيب (قصة قصيرة) |

يذكر أن جاكسون عاشت في شمال بنينغتون، في ولاية فيرمونت، ويظهر تعليقها أن بنينغتون كانت نصب أعينها عندما كتبت «اليانصيب». وفي محاضرة ألقتها عام 1960 (طبعت في مجموعتها عام 1968بعنوان «تعال جنبا إلى جنب معي»)، استذكرت جاكسون رسائل الكراهية التي تلقتها في عام 1948 قائلة:
| اليانصيب (قصة قصيرة) | إن من أكثر الجوانب رعبا أثناء نشر القصص والكتب هو الإدراك بأنها سوف تقرأ، بل سيقرأها الغرباء. لم أكن أعي ذلك تماما من قبل، على الرغم من أنني بالطبع كان يدور في خلدي الفكرة الحالمة أن الملايين والملايين من الناس كانوا على وشك أن يَسموا ويَغْنَوا ويُسَرّوا بالقصص التي كتبتها. لم يخطر ببالي أبدا أن هذه الملايين والملايين من الناس كانوا بعيدين جدا من أن يرتقوا لدرجة أن يجلسوا ويكتبوا لي رسائل كنت خائفة جدا من فتحها؛ من الرسائل الثلاثمائة الغريبة التي تلقيت في ذلك الصيف أستطيع أن أعد منها فقط ثلاثة عشر رسالة تحدثت بلطف لي، وكان غالبها من الأصدقاء. حتى والدتي أنّبتني قائلة: «أبوك وأنا لا تهمنا على الإطلاق قصتك في مجلة النيويوركر»، وكتبت بلغة ملؤها الشدة «يبدو، يا عزيزتي، أن هذا النوع القاتم من القصص هو ما كل ما تفكرون به أيها الشباب في هذه الأيام .لماذا لا تكتبين شيئا يبهج الناس؟» | اليانصيب (قصة قصيرة) |

ولم تحتفظ مجلة النيويوركر بتسجيلات للمكالمات الهاتفية، ولكن الرسائل الموجهة إلى جاكسون بعثت إليها. وفي ذلك الصيف، أخذت جاكسون بانتظام إلى منزلها من 10 إلى 12 رسالة مرسلة إليها كل يوم. كما تلقت حزما أسبوعية من مجلة النيويوركر تحتوي على رسائل وأسئلة موجهة إلى المجلة أو المحرر هارولد روس بالإضافة إلى نسخ كربونية من ردود المجلة المرسلة إلى كتاب الرسائل.
| اليانصيب (قصة قصيرة) | ومن المثير للدهشة أن هناك ثلاثة مواضيع رئيسية تهيمن على رسائل ذلك الصيف. ثلاثة مواضيع يمكن تعريفها بثلاث كلمات : الحيرة والتخمين والسباب الذي غبر عهده. وفي السنوات التي انقضت منذ ذلك الحين، والتي وضعت القصة خلالها في المختارات الأدبية، ومثلت، وتلفزت، وأيضا- في تحول محير تماما – مُثّلت في الباليه، حينها تغير مغزى الرسائل التي تلقيتها. أصبحوا يخاطبونني بلباقة أكثر في الغالب، واقتصرت الرسائل إلى حد كبير على أسئلة من مثل" ماذا تعني هذه القصة؟" غير أن النبرة العامة للرسائل التي تلقيتها مبكرا كانت نوعا من البراءة الساذجة الصادمة. كان الناس في البداية لا يهتمون كثيرا بما تعنيه القصة. كل ما أرادوا معرفته هو مكان إجراء هذا اليانصيب، وما إذا كان بإمكانهم الذهاب إلى هنالك ومشاهدته." | اليانصيب (قصة قصيرة) |

### التفسيرات النقدية
في مقالة لهيلين إي. نِبيكر، «اليانصيب»: جولة رمزية للقوة "، في مجلة الأدب الأمريكي (مارس 1974)، تدعي فيها أن كل اسم رئيسي في القصة له أهميته الخاصة.
| اليانصيب (قصة قصيرة) | وأنه بحلول نهاية الفقرتين الأوليين، أشارت جاكسون بعناية للموسم، والزمن الضارب في القدم والتضحية ، والحجارة تلك التي تعد أقدم الأسلحة المستخدمة في التضحية. كما أشارت إلى معانٍ أكبر من خلال رمزية الأسماء. مثلا "مارتن"، لقب بوبي، مستمد من الكلمة الإنجليزية الوسطى التي تعني القرد . هذا، جنبا إلى جنب مع "هاري جونز" (في كل ما له من القواسم المشتركة) و "ديكي ديلاكوا" (من الصليب) الأمر الذي يدفعنا إلى الوعي بأن قردا زغبا يقطن فينا جميعا، مكسو بمسيحية منحرفة كانحراف اسم "ديلاكوا" (الصليب) الذي يبتذله القرويون عندما ينطقونه "ديلاكروي". ومما يزيد الأمر رعبا أنه في نهاية القصة، ستكون السيدة ديلاكوا، تلك المرأة الودودة واللطيفة بطبعها، هي من سيختار حجرا "كبيرا جدا لدرجة أنه كان عليها أن تلتقطه بكلتا يديها" ومن ثم ستشجع أصدقائها على أن يحذوا حذوها ... ويقف "السيد آدامز" -الذي يمثل السلف والشهيد في الأسطورة اليهودية المسيحية للإنسان- مع "السيدة غريفز"، -بمثابتها الملجأ أو المفر النهائي للبشرية جمعاء - في طليعة الحشد. | اليانصيب (قصة قصيرة) |

وكتب فريتز أولشليغر في «رجم السيدة هتشينسون معنى السياق في اليانصيب»(مقالات في الأدب، 1988):
| اليانصيب (قصة قصيرة) | اسم ضحية جاكسون يربطها بآن هاتشينسون التي عدت هيئة الكهنوت البروتستانتية معتقداتها الأنتينومية هرطقية مما أسفر عن نفيها من ولاية ماساتشوستس في عام 1638 م. على الرغم من أن تيسي هاتشينسون لا تعد متمردة دينية إلا إن إشارة جاكسون الضمنية إلى آن هاتشينسون يعزز تلميحها لوجود تمرد كامن داخل نساء قريتها الخيالية. وبما أن تيسي هاتشينسون هي بطلة قصة «اليانصيب»، فهذا يدل دلالة بينة على أن اسمها هو في الواقع إشارة إلى آن هاتشينسون، المرأة الأمريكية الخارجة عن الدين. وآن هاتشينسون حرمت كنسيا على الرغم من محاكمة غير عادلة، وأما تيسي فقد كانت تناقش هذا التقليد وصحة اليانصيب بالإضافة إلى مكانتها الزوجية المتواضعة. قد يكون كذلك هذا العصيان هو الذي أدى إلى اختيارها في اليانصيب ورجم الجماهير الغاضبة من القرويين لها. | اليانصيب (قصة قصيرة) |

وتبرز حلقة «كلب الموت» من مسلسل عائلة سمبسون والتي بثت عام 1992م، مشهدا يشير إلى «اليانصيب». ففي أثناء ذروة نشاط اليانصيب في سبرينغفيلد، يعلن مذيع الأخبار كينت بروكمان على شاشة التلفزيون أن الناس قد استعاروا كل نسخة متوفرة من كتاب شيرلي جاكسون «اليانصيب» لكي يحصلوا على نصائح حول كيفية الفوز بجائزة اليانصيب. واحد منهم هو هومر الذي يلقي الكتاب في الموقد بعد أن كشف بروكمان أنه «بالطبع، الكتاب لا يحتوي على أي إشارات حول كيفية الفوز في اليانصيب، بل هو حكاية تقشعر لها الأبدان حول انصياع لمعايير المجتمع بلغ حد الجنون». وتعلق بيرنيز ميرفي في كتابها «شيرلي جاكسون: مقالات في التراث الأدبي» قائلة: إن هذا المشهد يعرض بعض الأمور الأكثر تناقضا حول جاكسون: «فهو يقول الكثير عن حضور حكاية جاكسون الأكثر شهرة الذي جعلها تظل مشهورة حتى بعد 50 عاما من كتابتها بما فيه الكفاية لتضمن ذكرا في كوميديا الموقف الأكثر شهرة في العالم، وحقيقة أن مواطني سبرينغفيلد أيضا لم يدركوا مغزى قصة جاكسون إدراكا تاما... ربما يمكن أن ينظر إليه على أنه مؤشر على تحريف أكثر عمومية لجاكسون وعملها».

## التناول الفني للقصة
بالإضافة إلى إعادة طبعها لمرات عديدة في المجلات والمقتطفات الأدبية والكتب المدرسية، اقتبست قصة «اليانصيب» في الإذاعة والتليفزيون المباشر، والباليه عام 1953، والأفلام في عامي 1969 و 1997 م. وأيضا مثلت القصة في فيلم تلفزيوني، وأوبرا، ومسرحية فصل واحد من إخراج توماس مارتن.

### النسخة الإذاعية 1951
بثت النسخة الإذاعية لِإن بي سي في 14 مارس 1951، باعتبارها حلقة من سلسلة مختارات برنامج «عروض إن بي سي للقصة قصيرة». قام الكاتب إرنست كينوي  بتوسيع الحبكة لتشمل مشاهد في منازل الشخصيات المختلفة قبل تأدية اليانصيب ومحادثة بين بيل وتيسي هاتشينسون (يقترح بيل مغادرة المدينة قبل حدوث اليانصيب، لكن تيسي ترفض لأنها تريد الذهاب للتسوق في متجر فلويد سومرز بعد انتهاء اليانصيب). وقد حذف كينوي بعض الشخصيات، بما في ذلك اثنين من الأطفال الثلاثة من عائلة هاتشينسون، وأضاف شخصية واحدة على الأقل، وهو جون غوندرسون، المدرس الذي يعترض علنا على إجراء اليانصيب، والذي رفض في البداية أن يسحب القصاصة الورقية. وأخيرا، أضاف كينوي مشهد ختامي يصف أنشطة ما بعد اليانصيب في البلدة، وكلمة أخيرة يقول فيها الراوي: «في العام المقبل، ربما لن يكون هنالك يانصيب، الأمر يرجع إلينا جميعا، على الرغم من أن هنالك فرصا لإقامته». يذكر أن الإنتاج كان من إخراج أندرو سي لاف.

### الأعمال التلفزيونية المقتبسة
كتب إلين م. فيوليت أول اقتباس تلفزيوني، شوهد على مسرح الكاميو لألبرت ماكليري بين أعوام (1950-1955).

### فلم 1969
صنف أرشيف الأفلام الأكاديمية الفلم القصير من إخراج لاري ياست، «اليانصيب» (1969)، -الذي أنتج كجزء من سلسلة «معرض القصة القصيرة» للموسوعة البريطانية - «بأنه ثاني اثنين من أكثر الأفلام التعليمية مبيعا على الإطلاق». وله فلم تفسيري مصاحب مدته عشر دقائق، يحوي مناقشة «لليانصيب» من تقديم أستاذ جامعة جنوب كاليفورنيا الإنجليزي الدكتور جيمس دوربين. ويضم الفلم الظهور الأول للمثل إدوارد بيغلي (الابن). وفلم ياست المقتبس يسود فيه جو من الطبيعية وأصالة بلدة صغيرة مع لقطات تظهر فيها شاحنات البيك أب وسكان بلدة فيلوس في كاليفورنيا.

### فلم تلفزيوني 1996
إن فيلم أنتوني سبينر التليفزيوني الطويل، بعنوان اليانصيب، الذي عرض لأول مرة في 29 سبتمبر 1996، على الإن بي سي، هو تتمة موسعة مبنية على قصة شيرلي جاكسون الأصلية. وقد رشح لجائزة زحل لعام 1997 لأفضل عرض تلفزيوني من نوع أدبي واحد.

## روابط خارجية
- اليانصيب على موقع الموسوعة البريطانية (الإنجليزية)